# 吴世经
吴世经（1916年—2000年），男，河南浚县人，中国工业经济学家，曾任西南财经大学教授、博士生导师。